# Lista de governadores do Algarve
Esta é a seguinte lista dos Governantes do Algarve. 

## Lista de reis do Algarve

### Niebla / Algarve
- 1.º Muça ibne Maomé ibne Nácer ibne Mafuz, emir de Niebla (1234–1262) e emir do Algarve (1242–1262); transferiu o domínio do seu reino para Afonso X de Leão e Castela.

### Portugal
- 1.º Dom Sancho I (1189–1191)
- Dom Sancho II (de facto governa a maior parte do Algarve a partir de 1242, mas não faz uso do título)
- 2.º Dom Afonso, III de Portugal e I do Algarve "O Bolonhês" (1249–1279)
- a lista prossegue com a lista de monarcas de Portugal

### Castela / Espanha
- 1.º Afonso X de Leão e Castela (1252–1284)
- a lista prossegue com os reis de Castela e depois com os reis de Espanha (até ao reinado de Isabel II de Espanha).

## Lista de Governadores do Algarve
De acordo com a listagem apresentada em Ver também. Muitos governadores serviram também como provedores da Misericórdia de Lagos, pelo menos enquanto tinham o seu palácio em Lagos. 
| #                                                     | Período                    | Retrato | Incumbente                                                               | Notas                                                 |
| ----------------------------------------------------- | -------------------------- | ------- | ------------------------------------------------------------------------ | ----------------------------------------------------- |
| Governadores do Algarve com sede em Lagos (1573–1755) |                            |         |                                                                          |                                                       |
| 1                                                     | 1573 – 1578                |         | Diogo de Sousa (governador do Algarve), Governador do Algarve            | Primeiro governador do Algarve.                       |
| 2                                                     | 1578 – 1580                |         | Francisco da Costa, Governador do Algarve                                | .                                                     |
| 2                                                     | 24 de março de 1580 – 1581 |         | Duarte de Meneses, Capitão-geral do Algarve                              | .                                                     |
| 2                                                     | 1581 – 1583                |         | Martim Correia da Silva, Capitão-geral do Algarve?                       | Da família dos Correias da Silva, alcaides de Tavira. |
| 2                                                     | 1583 – 1584                |         | Duarte de Meneses, Capitão-geral do Algarve?                             | 2º mandato.                                           |
| 2                                                     | 1584 – 1595                |         | Fernão Telles de Meneses, Capitão-geral do Algarve?                      | .                                                     |
| 2                                                     | 1595 – 1606                |         | Rui Lourenço de Távora, Governador e Capitão-General do Reino do Algarve | .                                                     |

| №                                                     | Governadores do Algarve (Nascimento–Morte)                                                  | Retrato                                               | Tempo em funções                                      | Tempo em funções                                      | Notas |
| Governadores do Algarve com sede em Lagos (1573–1755) | Governadores do Algarve com sede em Lagos (1573–1755)                                       | Governadores do Algarve com sede em Lagos (1573–1755) | Governadores do Algarve com sede em Lagos (1573–1755) | Governadores do Algarve com sede em Lagos (1573–1755) | Governadores do Algarve com sede em Lagos (1573–1755)                                                                                    |
| ----------------------------------------------------- | ------------------------------------------------------------------------------------------- | ----------------------------------------------------- | ----------------------------------------------------- | ----------------------------------------------------- | --- |
|                                                       | Diogo de Meneses, 1º conde da Ericeira (–)                                                  |                                                       | 1606                                                  | 1606                                                  | |
|                                                       | Manuel de Lencastre (–)                                                                     |                                                       | 1606                                                  | 1614                                                  | |
|                                                       | João de Castro (–)                                                                          |                                                       | 1614                                                  | 1621?                                                 | |
|                                                       | Luís Tomé (filho do anterior) (–)                                                           |                                                       | 1621?                                                 | 1622?                                                 | |
|                                                       | Afonso de Noronha (–)                                                                       |                                                       | ?                                                     | 1623                                                  | |
|                                                       | Pedro Manuel, conde da Atalaia (–)                                                          |                                                       | 1623                                                  | 1624                                                  | |
|                                                       | João Furtado de Mendonça (–)                                                                |                                                       | 1624                                                  | 1630                                                  | |
|                                                       | Luís de Sousa, conde do Prado (–)                                                           |                                                       | 1630                                                  | 1633                                                  | |
|                                                       | Gonçalo Coutinho (–)                                                                        |                                                       | 1633                                                  | 1638                                                  | |
|                                                       | Henrique Correia da Silva, alcaide de Tavira (–)                                            |                                                       | 1638                                                  | 1641                                                  | Da família dos Correias da Silva, alcaides de Tavira                                                                                     |
|                                                       | Vasco de Mascarenhas, 1º conde de Óbidos (1605–1678)                                        |                                                       | 1641                                                  | 1642                                                  | Primeiro governador nomeado após a restauração                                                                                           |
|                                                       | Martim Afonso de Melo (–)                                                                   |                                                       | 1642                                                  | 1646                                                  | |
|                                                       | Nuno de Mendonça, conde de Vale de Reis (1ª vez) (–)                                        |                                                       | 1646                                                  | 1646                                                  | Da família dos Mendonças, condes de Vale de Reis                                                                                         |
|                                                       | Vasco de Mascarenhas, 1º conde de Óbidos (2ª vez) (1605–1678)                               |                                                       | 1646                                                  | 1648                                                  | |
|                                                       | Francisco de Melo (–)                                                                       |                                                       | 1648                                                  | 1651                                                  | |
|                                                       | Nuno de Mendonça, conde de Vale de Reis (2ª vez) (–)                                        |                                                       | 1651                                                  | 1658                                                  | |
|                                                       | Martim Correia da Silva, alcaide de Tavira (–)                                              |                                                       | 1658                                                  | 1663                                                  | Da família dos Correias da Silva, alcaides de Tavira                                                                                     |
|                                                       | Luís de Almeida, 1.º conde de Avintes (–)                                                   |                                                       | 1663                                                  | 1667                                                  | |
|                                                       | Nuno de Mendonça, conde de Vale de Reis (3ª vez) (–)                                        |                                                       | 1667                                                  | 1671                                                  | |
|                                                       | Nuno da Cunha de Ataíde, conde de Pontével (–)                                              |                                                       | 1671                                                  | 1675                                                  | |
|                                                       | Simão Correia da Silva, Conde da Castanheira (–)                                            |                                                       | 1675                                                  | 1679                                                  | Da família dos Correias da Silva, alcaides de Tavira                                                                                     |
|                                                       | Luís da Silveira, 2º Conde de Sarzedas (1640–1706)                                          |                                                       | 1679                                                  | 1682                                                  | |
|                                                       | Francisco Luís da Gama, 2.º Marquês de Niza (–)                                             |                                                       | 1682                                                  | 1692                                                  | Conde da Vidigueira |
|                                                       | Eugénio Aires Saldanha Meneses e Sousa (–)                                                  |                                                       | 1692                                                  | 1699                                                  | |
|                                                       | Fernando de Mascarenhas, 2.º Marquês de Fronteira (–)                                       |                                                       | 1699                                                  | 1701                                                  | |
|                                                       | António de Almeida, 2.º conde de Avintes (–)                                                |                                                       | 1701                                                  | 1703                                                  | |
|                                                       | João de Lencastre (–)                                                                       |                                                       | 1703                                                  | 1707                                                  | |
|                                                       | Fernando de Noronha, 8.º Conde de Monsanto (–)                                              |                                                       | 1707                                                  | 1716                                                  | |
|                                                       | Martim Afonso de Melo, 4.º Conde de S. Lourenço (–)                                         |                                                       | 1716                                                  | 1718                                                  | |
|                                                       | Belchior da Costa Rebelo (–)                                                                |                                                       | 1718                                                  | 1719                                                  | (interino) |
|                                                       | José Pereira de Lacerda, Bispo do Algarve (1662–1738)                                       |                                                       | 1718                                                  | 1720                                                  | |
|                                                       | João Xavier Teles de Meneses, Conde de Unhão (–)                                            |                                                       | 1720                                                  | 1742                                                  | |
|                                                       | Luís Peregrino de Ataíde , 10.º Conde de Atouguia (–)                                       |                                                       | 1742                                                  | 1750                                                  | |
|                                                       | Afonso de Noronha (governador do Algarve) (-)                                               |                                                       | 1750                                                  | 1754                                                  | |
| Governadores com sede Tavira (1755–1834)              |                                                                                             |                                                       |                                                       |                                                       | |
|                                                       | Rodrigo António de Noronha e Meneses (-)                                                    |                                                       | 1754                                                  | 1762                                                  | Com o terramoto, viu morrer o filho, e devido aos estragos da cidade de Lagos, e após consultar o rei, entendeu mover a sede para Tavira |
|                                                       | Marquês do Louriçal (-)                                                                     |                                                       | 1762                                                  | 1765                                                  | |
|                                                       | Tomáz da Silveira e Albuquerque Mexia (-)                                                   |                                                       | 1765                                                  | 1773                                                  | |
|                                                       | José Francisco da Costa e Sousa (-)                                                         |                                                       | 1773                                                  | 1782                                                  | |
|                                                       | Agostinho Jansen Moller, brigadeiro (-)                                                     |                                                       | 1782                                                  | 1782                                                  | (interino) |
|                                                       | António José de Castro , 2º Conde de Resende (-)                                            |                                                       | 1782                                                  | 1786                                                  | |
|                                                       | Nuno de Mendonça e Moura , 6º Conde de Vale de Reis (-)                                     |                                                       | 1786                                                  | 1795                                                  | Da família dos Mendonças, condes de Vale de Reis                                                                                         |
|                                                       | Francisco de Melo da Cunha de Mendonça e Meneses , conde de Castro Marim, (-)               |                                                       | 1796                                                  | 1808                                                  | Mais tarde Marquês de Olhão, chefiou as tropas que se insurgiram no Algarve contra a invasão de Junot em 1808                            |
|                                                       | Francisco Gomes do Avelar, Bispo do Algarve (1739–1816)                                     |                                                       | 1808                                                  | 1816                                                  | (interino) |
|                                                       | John Austin, coronel inglês (-)                                                             |                                                       | 1816                                                  | 1817                                                  | (interino) |
|                                                       | Francisco José da Fonseca, coronel (-)                                                      |                                                       | 1817                                                  | 1820                                                  | (interino) |
|                                                       | Diocleciano Leão Cabreira, brigadeiro, depois Barão de Faro (-)                             |                                                       | 1820                                                  | 1821                                                  | (interino) |
|                                                       | Sebastião Drago Valente de Brito Cabreira, brigadeiro (-)                                   |                                                       | 1821                                                  | 1823                                                  | (irmão do anterior) |
|                                                       | José Correia de Mello, brigadeiro (-)                                                       |                                                       | 1823                                                  | 1824                                                  | |
|                                                       | João de Noronha Camões de Albuquerque Sousa Moniz , Marquês de Angeja (-)                   |                                                       | 1824                                                  | 1826                                                  | |
|                                                       | Conde de Alba (-)                                                                           |                                                       | 1826                                                  | 1828                                                  | |
|                                                       | Luís Inácio Xavier Palmeirim, tenente-coronel (-)                                           |                                                       | 1828                                                  | 1828                                                  | |
|                                                       | Francisco de Borja Garção Stockler, tenente-general, depois Barão de Vila da Praia (-)      |                                                       | 1828                                                  | 1829                                                  | |
|                                                       | Maximiano de Brito Mouzinho, marechal de campo (-)                                          |                                                       | 1829                                                  | 1830                                                  | |
|                                                       | Conde de Santa Marta (-)                                                                    |                                                       | 1830                                                  | 1830                                                  | |
|                                                       | Francisco de Paula Vieira da Silva Tovar, 1º Barão de Molelos e 1º Visconde de Molelos. (-) |                                                       | 1830                                                  | 1833                                                  | |
| Governador após a guerras liberais                    |                                                                                             |                                                       |                                                       |                                                       | |
|                                                       | António Pedro de Brito Vila Lobos, 1º Barão de Cacela                                       |                                                       | 1834                                                  | 1835                                                  | Único governador nomeado após a vitória dos liberais, cargo extinto após as reformas                                                     |
|                                                       | José Joaquim de Sousa Reis, marechal de campo (-)                                           |                                                       | 1834                                                  | 1838                                                  | Apenas em título, nomeado pelo deposto rei Miguel I no exílio                                                                            |